# بوم‌سازگان خشکی
بوم‌سازگان‌های خشکی (به انگلیسی: Terrestrial ecosystem) بوم‌سازگان‌هایی هستند که در خشکی یافت می‌شوند. به عنوان مثال می‌توان به توندرا، تایگا، جنگل‌های خزان‌دار معتدله، جنگل‌های بارانی استوایی، علفزار و بیابان‌ها اشاره کرد.
بوم‌سازگانهای زمینی با حضور غالب خاک به جای آب در سطح و با گسترش گیاهان بالای این سطح خاک/آب در بوم‌سازگان‌های خشکی با اکوسیستم‌های آبی متفاوت هستند. در میان بوم‌سازگان‌های خشکی گسترده‌ای از دسترسی به آب وجود دارد (از جمله کمبود آب در برخی موارد)، در حالی که آب به ندرت یک عامل محدودکننده برای موجودات در بوم‌سازگان‌های آبی است. از آنجا که آب نوسان دما را بازتنظیم می‌کند، بوم‌سازگان‌های خشکی معمولاً نوسان دمایی روزانه و فصلی بیشتری را نسبت به بوم‌سازگان‌های آبی در اقلیم‌های مشابه تجربه می‌کنند.
بوم‌سازگان‌های زمینی به‌ویژه در تحقق هدف ۱۵ توسعه پایدار ۱۵ که حفاظت و بازسازی و استفاده پایدار از اکوسیستم‌های زمینی را هدف قرار می‌دهد، اهمیت ویژه‌ای دارند.